# ياكتوت
ياكتوت هي بلدة في مقاطعة كتاب في ولاية قشقداريا في أوزبكستان.